# Let's Stick Together (musikalbum)
Let's Stick Together är det tredje studioalbumet av den brittiske sångaren och låtskrivaren Bryan Ferry, släppt i september 1976. Albumet består av material som släppts av Ferry tidigare i form av singlar, B-sidor och en EP. Let's Stick Together mottogs väl av kritiker, men nådde nätt och jämnt topp 20 på den brittiska albumlistan.
Let's Stick Together var Ferrys första soloalbum sedan den tillfälliga upplösningen av Roxy Music tidigare samma år. Gruppen återförenades först 1979 för att spela in albumet Manifesto. Flera av Ferrys bandkamrater medverkade emellertid även på Let's Stick Together.
Fem av låtarna från albumet är omarbetade versioner av låtar som Ferry tidigare hade spelat in med Roxy Music: Re-make/Re-model, 2HB, Chance Meeting och Sea Breezes från bandets debutalbum Roxy Music (1972) och Casanova från Country Life (1974). 2HB hade tidigare släppts som B-sida till Ferrys singel A Hard Rain's a-Gonna Fall i september 1973, medan Chance Meeting utgjorde B-sidan till The 'In' Crowd, släppt i maj 1974. I övrigt består Let's Stick Together av Ferrys egna tolkningar av andra artisters låtar. You Go to My Head släpptes som en singel i juni 1975, med Re-make/Re-model som B-sida. Let's Stick Together, med B-sidan Sea Breezes, blev en hitsingel i Storbritannien i juni 1976. Ferrys coverversioner av The Price of Love, Shame, Shame, Shame, Heart on My Sleeve och It's Only Love utgjorde EP:n Extended Play, utgiven i augusti 1976. Nytolkningen av Casanova var därmed den enda låten från albumet som inte utgivits tidigare. Casanova släpptes på nytt som B-sida till Ferrys singel What Goes On i maj 1978. Singeln Let's Stick Together nylanserades 1988 som Let's Stick Together '88, i samband med utgivningen av samlingsalbumet The Ultimate Collection, och blev åter en hit i Storbritannien.
Fotomodellen Jerry Hall, som hade ett förhållande med Ferry mellan 1975 och 1977, medverkar i musikvideorna till Let's Stick Together och The Price of Love.

## Låtlista
| 1. | Let's Stick Together | Wilbert Harrison | 3:00 |
| 2. | Casanova             | Bryan Ferry      | 2:45 |
| 3. | Sea Breezes          | Ferry            | 6:10 |
| 4. | Shame, Shame, Shame  | Jimmy Reed       | 3:15 |
| 5. | 2HB                  | Ferry            | 3:50 |

| 6.           | The Price of Love  | Don & Phil Everly             | 3:25  |
| 7.           | Chance Meeting     | Ferry                         | 3:35  |
| 8.           | It's Only Love     | John Lennon/Paul McCartney    | 3:45  |
| 9.           | You Go to My Head  | Haven Gillespie/J. Fred Coots | 2:50  |
| 10.          | Re-make/Re-model   | Ferry                         | 2:40  |
| 11.          | Heart on My Sleeve | Benny Gallagher/Graham Lyle   | 3:30  |
| Total längd: | Total längd:       | Total längd:                  | 38:45 |

## Medverkande
- Bryan Ferry – sång, keyboard, munspel
- Chris Spedding – gitarr
- Paul Thompson – trummor
- John Wetton – elbas
- Chris Mercer – tenorsaxofon
- Mel Collins – sopransaxofon
- Martin Drover – trumpet
- Eddie Jobson – violin, synthesizer
- Morris Pert – slagverk
- John Gustafson – elbas (spår 10)
- Rick Wills – elbas (spår 3)
- John Porter – elbas (spår 5)
- Ann Odell – stråkarrangemang (spår 4)
- Phil Manzanera – gitarr (spår 10)
- David O'List – gitarr (spår 7)
- Neil Hubbard – gitarr (spår 2)
- Jacqui Sullivan – körsång
- Helen Chappell – körsång
- Paddie McHugh – körsång
- Doreen Chanter – körsång
- Vicky Brown – körsång
- Martha Walker – körsång